# Гамбургская драматургия
«Гамбургская драматургия» (нем. Hamburgische Dramaturgie) — цикл статей о театре немецкого писателя Готхольда Эфраима Лессинга, вышедший отдельным изданием (первый том был опубликован в 1767 году, второй — в 1769). В этих статьях Лессинг подводит итоги своей борьбы против засилья французских произведений в репертуаре Гамбургского театра и доказывает необходимость создания немецкой национальной драматургии. В основе последней, по мнению автора, должны были лежать принципы правдоподобия и единства действия, предложенные на смену слишком формалистичным «трём единствам» классицизма.